# 平賀元相
平賀元相是戰國時代及江戶時代前期的國人領主及武將、長州藩士，安藝國戰國大名毛利氏的家臣。

## 略历
永禄10年（1567年），於父親廣相死去後繼任家督。在毛利氏勢力如日中天時，平賀氏所領約1萬8,000石。並以陪臣身分侍奉豐臣秀吉，慶長元年（1596年），叙位任官並獲賜豐臣姓。
慶長5年（1600年）的關原之戰，毛利輝元為西軍統帥，戰敗後毛利氏被減封剩下周防、長門2國。平賀氏隨同移住，所領大幅減封為4,000石，元相苦於俸祿大減，遂於慶長6年（1601年）將家祿奉還後上洛，於京都隱居。
後來元相的嫡男平賀元忠再度以300石重歸毛利氏家臣，但元相仍停留在京都居住。寬永13年（1636年），接受孫子平賀就忠的邀請回到萩地，後以99歲高齡去世。
平賀氏在元相之後仍以毛利氏家臣、長州藩士存續。